# 石家庄市第一中学
石家庄市第一中学是河北省重點中學之一。1947年11月24日，解放军佔領石门後，建立“石门联中”，即石家庄市第一中学的前身，1948年三月，石门联中更名为“市立中学”，并分出部分师生组建师范学校和女子技校。九月“市立中学”更名为“石家庄市第一中学”并分出部分师生组建石家庄二中，1953年被省政府命名为河北省重点中学。
学校至2023年6月在校生人数10086人，教职员工942人，专任教师251人，全部具有大学本科及以上学历，其中博士学位拥有者4人，硕士学位拥有者110人。其中特级教师10人，正高级教师9人，高级教师108人，全国先进工作者2人，全国模范教师3人，享受国务院政府津贴3人；核心期刊发表论文192篇，出版著作32部。